# Fritz Nehmert
Fritz Nehmert (geboren 1903 in Schönlinde, Ostpreußen; gestorben 1990 in Dogern im Schwarzwald) war ein deutscher Maler und Dichter.

## Leben
Fritz Nehmert wurde 1903 in Schönlinde in Ostpreußen geboren. Nach dem Ersten Weltkrieg studierte er Kunst, zunächst von 1919 bis 1922 in Straßburg; anschließend setzte er das Studium in Darmstadt und Bochum fort. 1926 zog er nach Neunkirchen (Saar). Durch die Freundschaft mit Fritz Grewenig gelangte er 1929 nach Saarbrücken und lebte dann lange in Püttlingen sowie in Waldshut.
In der Zeit des Nationalsozialismus war Nehmert Mitglied der Reichskammer der bildenden Künste. Für diese Zeit ist seine Teilnahme an fünf Gruppenausstellungen sicher belegt.
Nach dem Ende des NS-Staats lebte Nehmert, zusammen mit seiner Frau, von 1951 bis 1955 in Höchenschwand, dann erneut an mehreren Orten im Saarland und ab 1974 in Dogern.
Er hatte zahlreiche Ausstellungen, u. a. in Berlin, München, Düsseldorf, Nürnberg, Freiburg sowie im Saarland, Frankreich und Monaco; alleine vier Ausstellungen zwischen 1952 und 1988 im Hans-Thoma-Kunstmuseum in Bernau.
1976 erhielt er das Ehrendiplom der Bildenden Künste, verliehen durch die Internationale Kunstgilde.

## Werk
Fritz Nehmert arbeitet in verschiedenen Techniken; neben Öl und Aquarell schaffte er auch Grafiken, Plastiken, Sgraffiti, Mosaike und Wandbilder. Außerdem verfasst er zahlreiche Gedichte.
1937 wurde in der deutschlandweiten konzertierten Aktion „Entartete Kunst“ ein Aquarell (Akt) Nehmerts, das nicht dem nazistischen Kunstkanon entsprach, aus dem Staatlichen Museum Saarbrücken beschlagnahmt und zerstört.
Eines seiner Werke ist in der Ausstellung des Kulturbahnhofs Püttlingen zu sehen.